# Philodromus marusiki
Philodromus marusiki este o specie de păianjeni din genul Philodromus, familia Philodromidae. A fost descrisă pentru prima dată de Logunov, 1997. Conform Catalogue of Life specia Philodromus marusiki nu are subspecii cunoscute.